# Ghajtun
Ghajtun (arab. غيطون) – miejscowość w Syrii, w muhafazie Aleppo. W 2004 roku liczyła 1080 mieszkańców.